# Pendlebury
Pendlebury är en ort i distriktet Salford, i grevskapet Greater Manchester, i England. Orten hade 1 768 invånare år 2021. Pendlebury var en civil parish från 1866 till 1933 då den blev en del av Swinton and Pendlebury. Denna civil parish hade 9 335 invånare år 1931.